# ウィリアム王戦争
ウィリアム王戦争（ウィリアムおうせんそう, 英語: King William's War, 1689年 - 1697年）は、またの名を第二次インディアン戦争という。第一次はフィリップ王戦争、第三次はラル神父戦争、第四次はル・ルートル神父戦争、第五次はジョージ王戦争、そして第六次はフレンチ・インディアン戦争である）。大同盟戦争の北アメリカの植民地における戦争であるが、植民地には両国とも遠征軍を派遣できず、それぞれが独自の兵力で対戦した。北アメリカではイギリス国王ウィリアム3世の名を取ってウィリアム王戦争とよばれている。
ヌーベルフランスとアベナキ同盟は、イングランドのアカディアでの勢力拡大を阻止できる実力があった。アカディアの境界はヌーベルフランスにより、メイン南部のケネベック川と定められていた。レイスウェイク条約（ライスワイク条約）では、ヌーベルフランス、ニューイングランド、そしてニューヨークの国境と辺境の入植地は戦前の状態を維持という結論に達した。しかし、北アメリカでの決着は現地の判断にゆだねられたため、その後もまだ戦闘は続いた。

## 戦争の発端

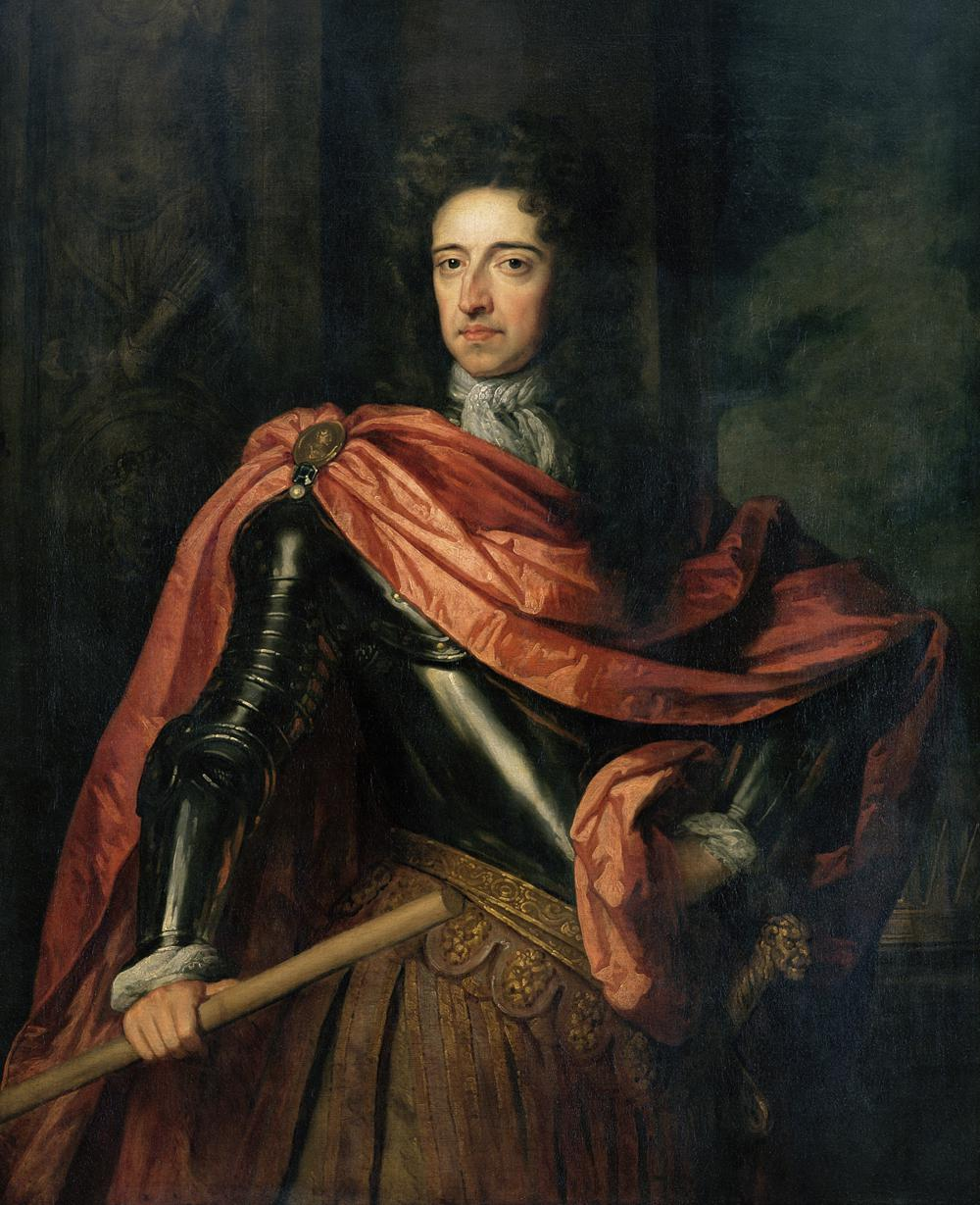
ウィリアム3世（オラニエ公ウィレム3世）

1685年の、プファルツ選帝侯カール2世の死去に伴い、相続をめぐってオーストリア、スペイン、オランダ、スウェーデンなど欧州諸国は、ルイ14世の相続権主張に対抗するためアウクスブルク同盟を結成した。オランダ総督（統領）のウィレム3世が名誉革命後にウィリアム3世として即位したイングランド王国も後にこの同盟に加わった。
北アメリカでは、ヌーベルフランスと、1686年にニューイングランド王領として統一されたイギリス人入植地北部との間に緊張が高まっていた。ニューイングランドとイロコイ連邦は、ヌーベルフランスとアベナキ同盟を相手に戦った、イロコイ族は経済面で重要な毛皮交易を支配しており、1680年からフランスと敵対関係にあった。イングランドの強い勧めにより、イロコイ族はヌーベルフランスと西方の部族との交易を中断した。ヌーベルフランスはこれへの報復として、ニューヨーク西部のセネカ族を襲った。その見返りに、ニューイングランドはイロコイ族に支援して、ヌーベルフランスのラシーヌを襲撃させた。
ニューイングランドとアカディアの間でも、境界を巡って同じような緊張が走っていた。ヌーベルフランスはこの境界を、メインの南にあるケネベック川であると定めていた。マサチューセッツ（当時は勅諚によりメインも含まれていた）のイングランド人入植者は、アカディアに入植地を拡張する一方で、ヌーベルフランスは、自らの主張を正当化するため、カトリック教会を、メインの3つの最も大きな集落にそれぞれ建てた。ひとつはケネベック川流域（ノリッジウォック）、もうひとつはペノブスコット川流域（ペノブスコット）、そして最後のひとつはセントジョン川の流域（メデュクトゥク）に建てられた。他の地はともかく、アカディアの5つのインディアン部族は、フィリップ王戦争を受けてアベナキ同盟を作り、ニューイングランドの拡張を阻止するために、政治や軍事の面でヌーベルフランスと同盟を結んだ。

## 戦争

### アカディアとニューイングランド

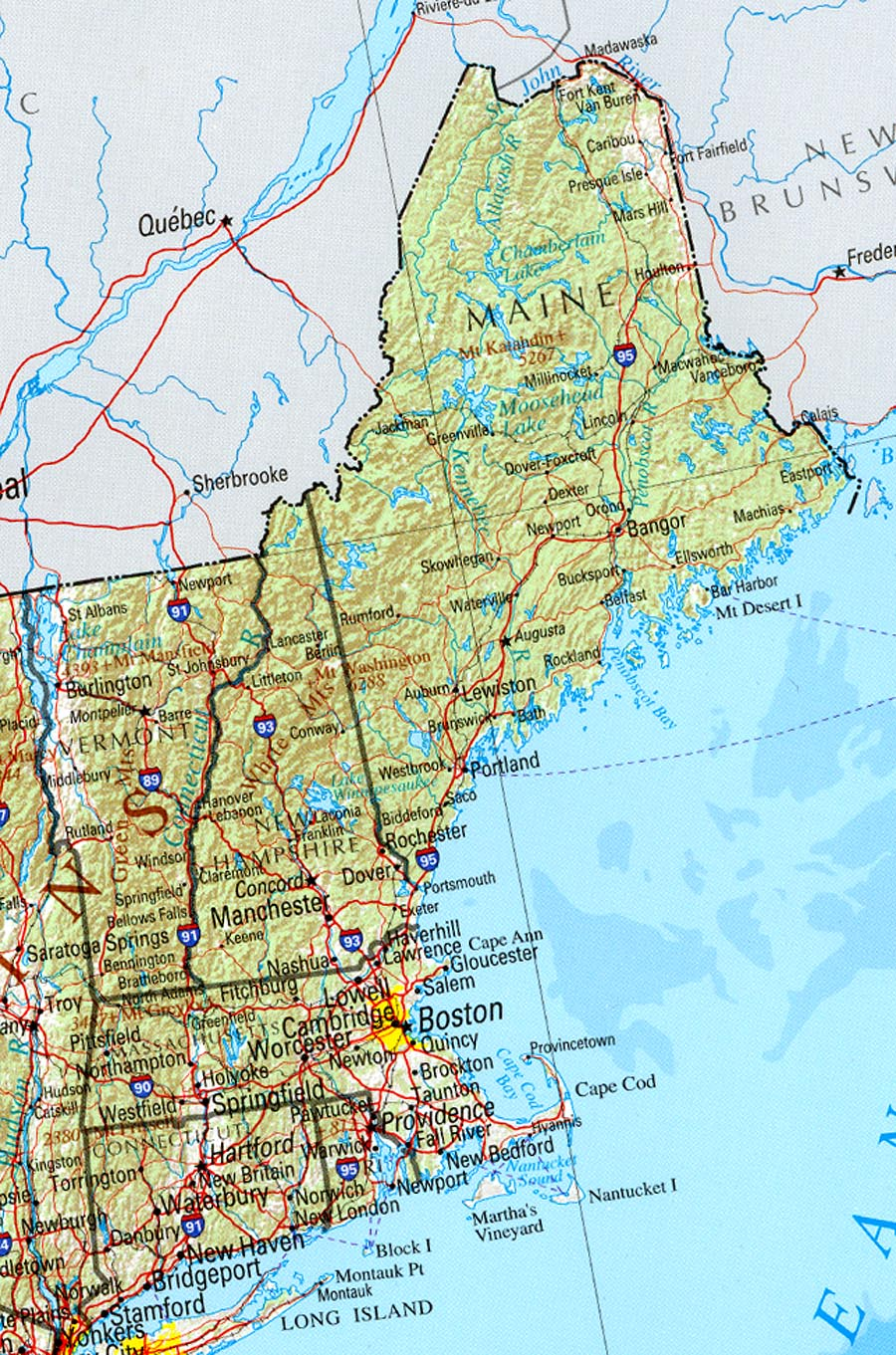
2001年現在のマサチューセッツ、メイン両州。州境の左にドーバー、メイン南部にソコーの地名がある。

アカディアとニューイングランドを戦場とした戦いは、キャスタン戦争として知られる。
大同盟戦争勃発の1689年、ペノブスコット族をはじめとするアベナキ同盟はイングランド入植地への攻撃を再開し、以前にもまして激しく襲撃するようになった。その年の6月、数百人のアベナキ族とペナコック族が、カンカマガス (Kancamagus) とメサンドウィット (Mesandowit) とに率いられ、ニューハンプシャーのドーバーを攻撃して住民20人以上を殺し、29人を連れ去った。この29人は奴隷として売買されたと言われる。ソコーでも4人が殺された。これらの襲撃への対応として、24人の中隊が召集され、遺体探索とインディアンたちの追跡に当たったが、インディアンとの戦いで4分の1が戦死したため、帰還を余儀なくされた。
1689年の8月、ジャン＝ヴァンサン・ダバディ・ド・サンキャスタンとルイ＝ピエール・テュリ神父がアベナキの戦闘集団を率いて、ペマキッド（現在のメイン州ブリストル）を攻略して砦を破壊した。イングランドにとって、ペマキッドの陥落は大きな挫折となり、アカディアとニューイングランドの境界線は、メインのカンゾ（ファルマス）にまで戻された。

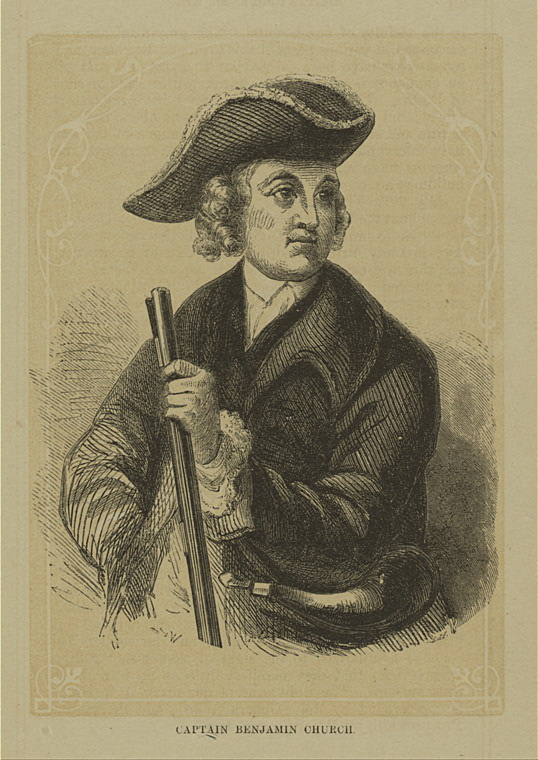
ベンジャミン・チャーチ

ニューイングランドはこれへの報復として、ベンジャミン・チャーチにアカディアを襲撃させた。ウィリアム王戦争の間、チャーチはニューイングランドの襲撃隊を率いて、アカディア人やアベナキ同盟諸族との対戦のため、メインを含むアカディアへの遠征を、この戦争の間に4度繰り返した。1689年9月21日、最初のアカディアへの遠征で、チャーチと250人の軍勢は、ファルマスにとどまろうとするイングランド人入植者を敵から守った。アベナキ同盟諸族の反撃により、チャーチ軍の21人の兵が戦死したが、チャーチ自身の防御は功を奏し、インディアンたちは撤退した。
その後チャーチは、無防備なイングランド人入植者をその場に残してボストンに戻った。翌年の春、キャスタンが率いる400人のフランスとインディアンの部隊が、サーモンフォールズ（現在のメイン州バーウィック）を破壊してからファルマスに戻り、ロイヤル砦の戦いでファルマスのすべてのイングランド人入植者を虐殺した。その後チャーチは、夏になってファルマスの集落に戻り、遺体を埋葬した。ロイヤル砦の陥落により、メインの人口が減少したため、インディアンたちは、報復されることなく、ニューハンプシャーとの境界を攻めることができるようになった。

#### ポートロワイヤルの戦い (1690年)

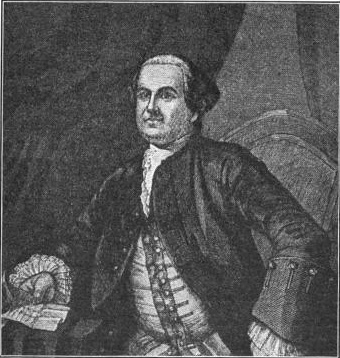
サー・ウィリアム・フィップス

サー・ウィリアム・フィップスが指揮を執るニューイングランド軍は、報復として、アカディアの首都であるポートロワイヤルを攻撃した。これが、1690年に始まったポートロワイヤルの戦いである。フィップスは7隻から成るイングランド艦隊に、736人のニューイングランドの兵を乗せていた。アカディア総督のド・メネヴァルは2日間の戦いの後に、条件付きの降伏をした。これにより駐屯隊は教会に監禁され、メネヴァルは自宅に閉じ込められた。ニューイングランド軍は、自分たちのものとなった砦を破壊し始めた。ポートロワイヤルの住民も教会に閉じ込められ、イギリス国王への忠誠を宣言させられた。
フィップスは去ったが、6月にニューヨークからまた軍艦がやってきて、町はよりひどく破壊された。水夫たちは町に火を放ち、町や教会から物を略奪した。ニューイングランド軍が再び去っていき、当時のアカディア総督ジョゼフ・ロビノー・ド・ヴィユボンが、首都を、内陸のより安全なナシュワーク砦（現在のニューブランズウィック州フレデリクトン）に移した。ここは、1699年に、ポートロワイヤルが首都として修復されるまで、アカディアの中心地であった。

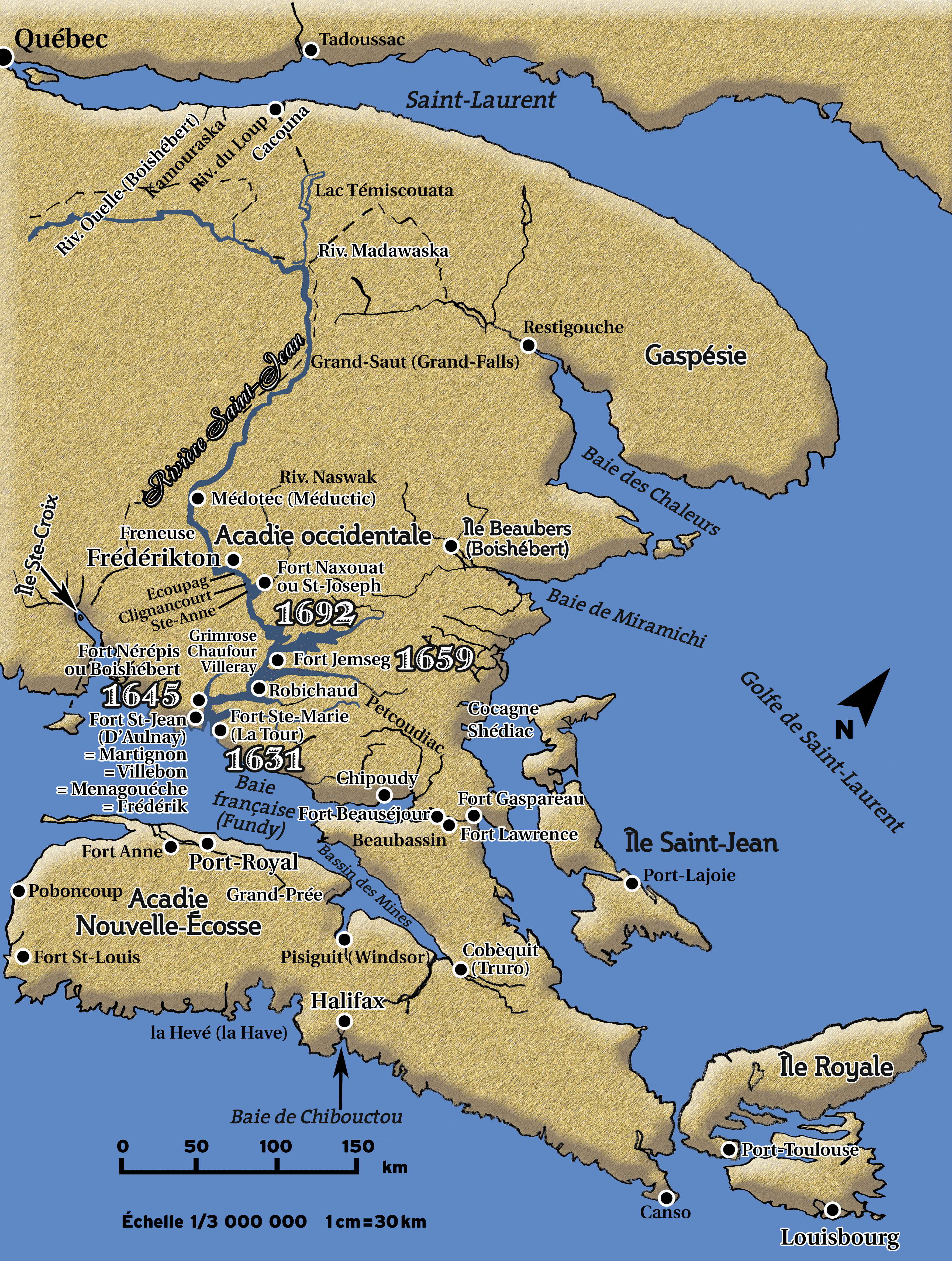
かつてのアカディアの地図の再現図

1690年9月11日、チャーチは2度目のアカディア遠征のため、300人の兵を率いてカスコ湾に到着した。彼の任務は、アベナキ同盟に占領されているイングランドのペジェプスコット砦（現在のメイン州ブランズウィック）を解放することだった 。チャーチはリヴァモアフォールズから40マイル（64キロ）上流に行き、インディアンの集落を攻撃した。チャーチの部隊は3人または4人のインディアンを銃撃し、彼らは撤退した。チャーチは、イングランド兵たちがウィグワム（インディアンの小屋）の中にいるのを発見した。6人または7人のインディアンを虐殺し9人を連れ去った。数日後、アベナキ同盟の部族が、報復としてパープードックポイントのケープエリザベスでチャーチ軍を襲い、兵を7人殺し、24人を負傷させた。
ウィリアム王戦争中、ポストロード沿いに、80軒の入植者の家や丸太小屋が立ち並ぶウェルズの町が、1691年6月9日に襲撃にあった。襲撃したのは、族長モクサス指揮下の200人のインディアンだった。民兵隊大尉のジェームズ・コンヴァースと兵たちは、門つきの砦柵の中にいた中尉ジョセフ・ストアラーの駐屯隊を守った。もう一人の族長であるマドカワンドが、翌年また来るとニューイングランド兵を脅かした。
インディアンたちは撤退と共に、ケープネディックから離れた場所にあるヨークへ行き、そこの船の1隻に乗り込んで乗組員のほとんどを殺し、また集落をも焼いた。
1692年の始め、およそ150人のアベナキ族とテュリ神父がヨークで、イングランド系入植者を約300人殺害または捕囚して集落を焼いた。これはキャンドルマスの虐殺として知られるようになった。
その1692年にチャーチの3度目のアカディア遠征が行われ、この時彼は、450人の兵を連れてペノブスコット（現在のインディアンアイランド）を襲撃した チャーチと兵たちはその後タノコック（現在のメイン州ウィンスロウ）を襲撃した。
1693年、ニューイングランドのフリゲート艦がまたもポートロワイヤルを攻撃し、12軒の民家のほとんどと、穀物でいっぱいになっていた3つの納屋を焼いた。
1694年7月、フランス人士官のクロード＝セバスチャン・ド・ヴィユーと、アベナキの族長ボモシーンに率いられた約250人のアベナキ族が、イングランド集落であるニューハンプシャーのダラム（オイスターリバー）を襲った。その後1696年の8月に、ヴィユーはサンキャスタンと共に、ペマキッドの戦いに参戦した。

#### ペマキッドの戦い

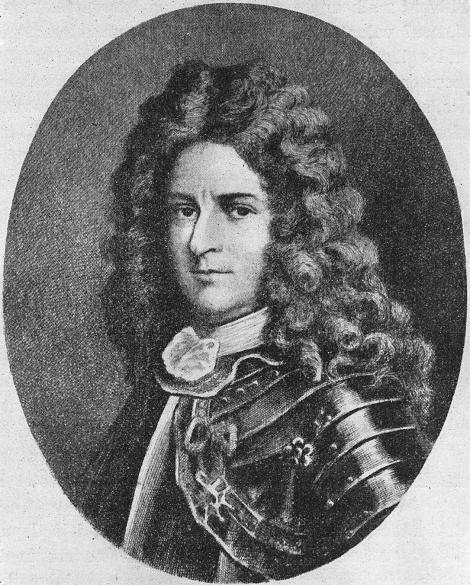
ピエール・ル・モイヌ・ディベルヴィユ

1696年、ヌーベルフランスとアベナキ同盟が、サンキャスタンとピエール・ル・モイヌ・ディベルヴィユの指揮のもと、アカディアに戻ってきて1696年7月14日の海戦（ファンディ湾の戦い）を戦い、その後メインのペマキッドを襲った。これへの報復として、チャーチは4度目のアカディア遠征を行い、シグネクト地峡のアカディア人集落を攻撃し、また、当時アカディアの首都だったナシュワーク砦（現在のフレデリクトン）にも襲撃をかけた。

### ケベック、ニューヨーク
1689年の8月に、1500人のイロコイ族が、ヌーベルフランス総督デノンヴィユの侵略への報復として、ラシーヌのフランス系カナダ人の住民の集落を攻撃した。デノンヴィユに代わってヌーベルフランスの総督に就任した、ルイ・ド・ボード・ド・フロンテナックは、その後オノンダガのイロコイ族の集落を攻撃した。そしてヌーベルフランスとインディアン同盟はその後、1690年の始めに、ニューヨークのイングランド系住民の集落を襲撃した。これはシェネクタディの虐殺として、特に知られている。

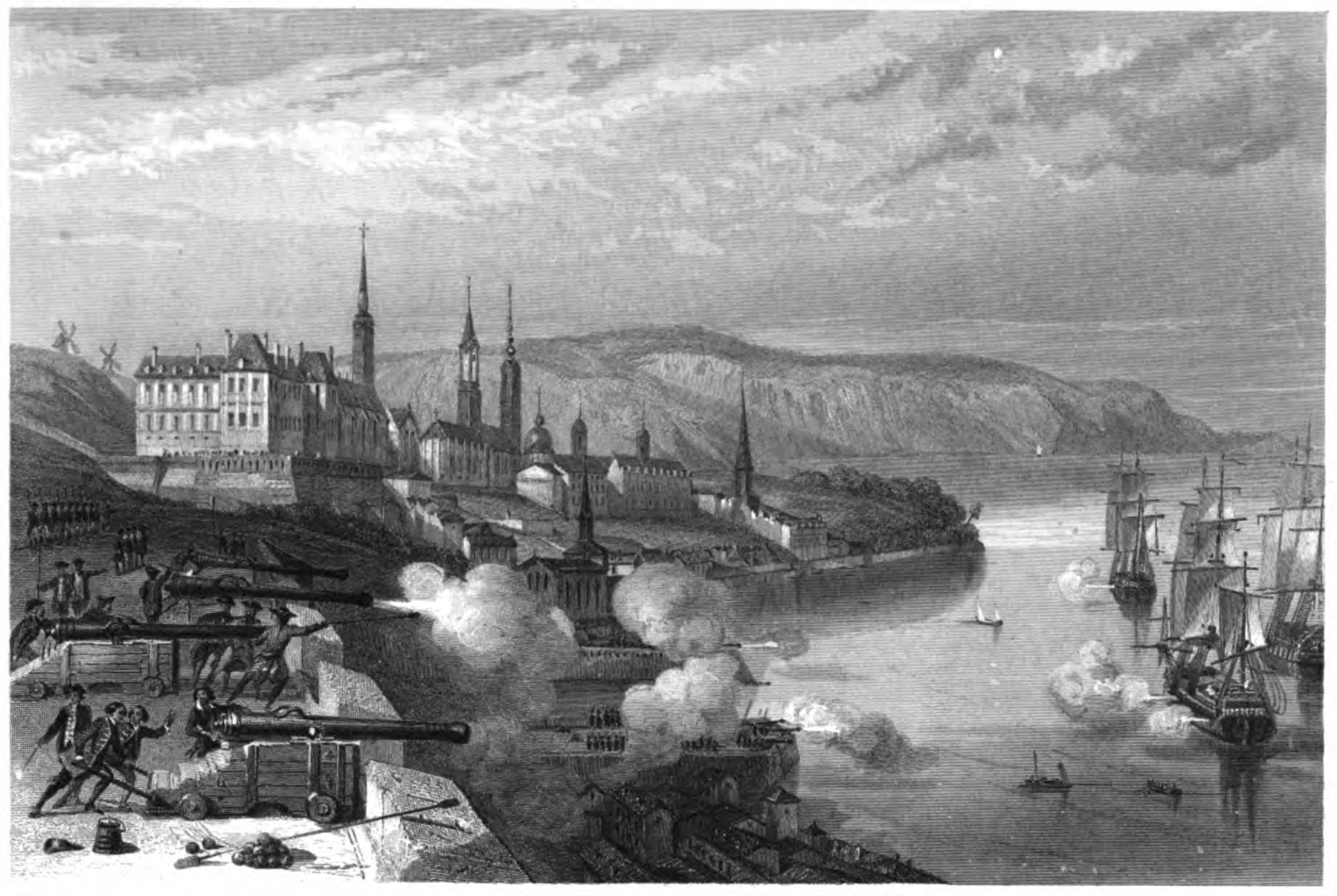
ニューイングランド艦隊を砲撃するヌーベルフランス軍

1690年、マサチューセッツによるヌーベルフランス侵略で、4月にポートロワイヤルを攻略したサー・ウィリアム・フィップスが、同年の9月にケベックに乗り込んだ。この時もフィップスの艦隊が出動したが、ヌーベルフランスの総督フロンテナックは、ニューイングランド側の戦略を察知していた。フロンテナックは兵力をケベックの防御に集中させ、フィップス軍の撃退に成功した。その後フランスはポートロワイヤルを奪回し、現地のインディアン部族と同盟を結ぶことになった。
イロコイ連邦は、イングランドとの同盟関係の弱さに悩まされた。1693年と1696年、フランスとインディアンの連合軍はイロコイ族の集落を荒らし、作物をめちゃめちゃにした。1697年の平和条約締結後、イロコイ族はイングランド系入植者から見捨てられ、1701年までヌーベルフランスと戦闘行為を共にした。その1701年、モントリオールでフランスとイロコイ族の和議が成立し、条約が結ばれた。

### ハドソン湾

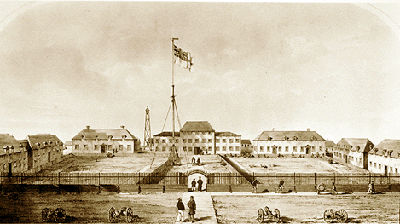
マニトバ州のヨークファクトリー（1853年）

英仏の小競り合いは、ハドソン湾にも影響を及ぼした。毎年のように毛皮交易所の奪い合いと奪還が続き、1686年には、ディベルヴィユ率いる軍勢がモントリオールから陸路ハドソン湾へ向かい、ムース、ルパーツ、オールバニの交易所を占拠した。ウィリアム王戦争勃発後は、双方による海戦も起こり、1697年9月のハドソン湾の戦いでは、ディベルヴィユのペリカン号は単独で3隻のイングランド艦を迎撃した。ディベルヴィユはヨークを包囲して陥落させ、ここをブルボン砦とした。後のレイスウェイク条約ではフランスがジェームズ湾、イギリスがヨークを確保する予定だったが、ヨークの陥落により、フランスがヨーク、イギリスがジェームズ湾となった。フランスの占拠により、ヨークで2万ポンドの損失を出したイングランドには大いに不満が残った。

## 条約締結とアン女王戦争
1697年のレイスウェイク条約で英仏両植民地の戦いは終わり、両植民地の境界は「戦前の状態に」戻された。この平和は長くは続かなかった。イングランドではウィリアム3世とメアリー2世夫妻の死後、メアリー2世の妹アンが即位した。一方フランスのルイ14世の孫であるアンジュー公フィリップがスペインの王位に就き、スペインとフランスが縁続きになることで、ヨーロッパや植民地に与える影響をイングランドは恐れた。これが再び英仏対決へとつながって行った。
このアン女王戦争では、イロコイ族はヨーロッパ人相手にうまく立ち回り、双方から贈り物があったにもかかわらず、兵としていずれの側につくことをも拒んだ。